# Phanoxyla peeti
Phanoxyla peeti är en fjärilsart som beskrevs av Clark 1936. Phanoxyla peeti ingår i släktet Phanoxyla och familjen svärmare. Inga underarter finns listade i Catalogue of Life.